# 豆豆先生 (動畫)
《豆豆先生》（英語：Mr. Bean）是一部由老虎電視公司、Richard Purdum Productions、Varga Holdings和鮮於娛樂（前一季）聯合製作的英國電視動畫影集。該動畫是基於李察·寇蒂斯和羅溫·艾金森在1990-1995年製作的同名英國真人電視情景喜劇；該系列於2001年2月正式宣布，此後不久便首映。

## 翻譯
在卡通頻道 (台灣)中，在新版裡的豆豆先生的泰迪熊玩偶的名字，被改名為巴蒂（Buddy），在重播階段時，更是用英文字幕而非中文，若無用原音收看，第一次接觸的觀眾皆會被混淆，而豆豆的泰迪熊玩偶，不管是舊版還是新版，一直以來都是名為泰迪（Teddy）。

## 外部連結
- 官方网站
- 互联网电影数据库（IMDb）上《Mr. Bean: The Animated Series》的资料（英文）